# Stein Mehren
Stein Mehren (Oslo, 16 maggio 1935 – 28 luglio 2017) è stato un poeta e romanziere norvegese.

## Biografia
Il suo debutto come poeta avvenne con la raccolta Gjennom stillheten en natt (1960). Nel corso della sua attività ha scritto più di cinquanta libri per la maggior parte di poesie.

## Premi
Mehren ha vinto il Norwegian Critics Prize for Literature e il Mads Wiel Nygaards Endowment nel 1963 per Mot en verden av lys, ed il premio Dobloug dell'Accademia svedese nel 1971. Nel 1973 ricevette l'Aschehougprisen, nel 1975 il Riksmål Society Literature Prize, il Gyldendalprisen nel 2004, ed il Norwegian Academy Prize in memory of Thorleif Dahl nel 1987.